# Ronde van Frankrijk 1931
| Route van de Ronde van Frankrijk 1931 met start en finish in Parijs. |                    |              |
| Eindklassement                                                       |                    |              |
| Algemeen klassement                                                  | Antonin Magne      | 177h 10' 03" |
| Tweede                                                               | Jef Demuysere      | + 12' 56"    |
| Derde                                                                | Antonio Pesenti    | + 22' 52"    |
| Vierde                                                               | Gaston Rebry       | + 46' 42"    |
| Vijfde                                                               | Maurice De Waele   | + 49' 46"    |
| Zesde                                                                | Julien Vervaecke   | + 1h 10' 11" |
| Zevende                                                              | Louis Péglion      | + 1h 16' 33" |
| Achtste                                                              | Erich Metze        | + 1h 20' 59" |
| Negende                                                              | Albert Büchi       | + 1h 29' 49" |
| Tiende                                                               | André Leducq       | + 1h 30' 08" |
| Rode Lantaarn                                                        | Richard Lamb (35e) | + 5h 29' 05" |
| Ploegenklassement                                                    | België             | -            |
| Tweede                                                               | Frankrijk          | -            |
| Derde                                                                | Duitsland          | -            |

In 1931 ging de 25e Tour de France van start op 30 juni in Parijs. Hij eindigde op 26 juli in Parijs. Er stonden 41 renners verdeeld over 6 ploegen aan de start. Daarnaast stonden er nog 40 individuelen aan de start.
Zoals in deze jaren al vaak het geval bleek, bracht de eerste Pyreneeënetappe, van Pau naar Luchon, de beslissing. Antonin Magne ging bij de afdaling van de Tourmalet in de aanval, haalde de kopgroep in, en liet hen weer achter om Jef Demuysere te achterhalen. Toen hem werd verteld dat Demuysère in werkelijkheid door een lekke band uit de kopgroep was weggevallen, en hij dus alleen vooruit reed, ging Magne door. Aan de streep pakte hij niet alleen de etappe, maar ook de gele trui, die door een toen geldende regel dat een ritwinnaar die meer dan 3 minuten voorsprong had op de nummer 2, 3 minuten bonificatie kreeg, meteen stevig om zijn schouders zat.
Dankzij de hulp van de sterke Franse ploeg met onder meer Charles Pélissier wist Magne aanvallen van de Italiaan Antonio Pesenti, zelf geholpen door Raffaele Di Paco, te weerstaan, en in de voorlaatste etappe, een zware rit over de kasseien, kon hij aan het wiel klampen van Demuysère, die de rest van het veld op grote achterstand zette.
Aantal ritten: 24

Totale afstand: 5091 km

Gemiddelde snelheid: 28.735 km/h

Aantal deelnemers: 81

Aantal uitgevallen: 46

## Belgische en Nederlandse prestaties
In totaal namen er 15 Belgen en 0 Nederlanders deel aan de Tour van 1931.

### Belgische etappezeges
- Alfred Hamerlinck won de 1e etappe van Parijs naar Caen en de 6e etappe van Les Sables d'Olonne naar Bordeaux.
- Gerard Loncke won de 7e etappe van Bordeaux naar Bayonne.
- Jef Demuysere won de 15e etappe van Nice naar Gap en de 18e etappe van Aix-les-Bains naar Evian.
- Gaston Rebry won de 23e etappe van Charleville naar Malo-les-Bains.

### Nederlandse etappezeges
- In 1931 was er geen Nederlandse etappezege.

## Etappes
- 1e Etappe Parijs - Caen: Alfred Hamerlinck (Bel)
- 2e Etappe Caen - Dinan: Max Bulla (Oos)
- 3e Etappe Dinan - Brest: Fabio Battesini (Ita)
- 4e Etappe Brest - Vannes: André Godinat (Fra)
- 5e Etappe Vannes - Les Sables d'Olonne: Charles Pélissier (Fra)
- 6e Etappe Les Sables d'Olonne - Bordeaux: Alfred Hamerlinck (Bel)
- 7e Etappe Bordeaux - Bayonne: Gerard Loncke (Bel)
- 8e Etappe Bayonne - Pau: Charles Pélissier (Fra)
- 9e Etappe Pau - Luchon: Antonin Magne (Fra)
- 10e Etappe Luchon - Perpignan: Raffaele Di Paco (Ita)
- 11e Etappe Perpignan - Montpellier: Raffaele Di Paco (Ita)
- 12e Etappe Montpellier - Marseille: Max Bulla (Oos)
- 13e Etappe Marseille - Cannes: Charles Pélissier (Fra)
- 14e Etappe Cannes - Nice: Eugenio Gestri (Ita)
- 15e Etappe Nice - Gap: Jef Demuysere (Bel)
- 16e Etappe Gap - Grenoble: Charles Pélissier (Fra)
- 17e Etappe Grenoble - Aix-les-Bains: Max Bulla (Oos)
- 18e Etappe Aix-les-Bains - Evian: Jef Demuysere (Bel)
- 19e Etappe Evian - Belfort: Raffaele Di Paco (Ita)
- 20e Etappe Belfort - Colmar: André Leducq (Fra)
- 21e Etappe Colmar - Metz: Raffaele Di Paco (Ita)
- 22e Etappe Metz - Charleville: Raffaele Di Paco (Ita)
- 23e Etappe Charleville - Malo-les-Bains: Gaston Rebry (Bel)
- 24e Etappe Malo-les-Bains - Parijs: Charles Pélissier (Fra)

 winnaars gele trui · 
 puntenklassement · 
 bergklassement · 
 jongerenklassement · 
 tussensprintklassement · 
 combinatieklassement · 
 ploegenklassement · 
 strijdlust · 
rode lantaarn
records · meeste deelnames · ranglijst etappewinnaars · bekende beklimmingen · valpartijen · dopinggevallen · Grand Départ · Souvenir Henri Desgrange
1903 · 
1904 · 
1905 · 
1906 · 
1907 · 
1908 · 
1909 · 
1910 · 
1911 · 
1912 · 
1913 · 
1914 ·
1915 ·
1916 ·
1917 ·
1918 · 
1919 · 
1920 · 
1921 · 
1922 · 
1923 · 
1924 · 
1925 · 
1926 · 
1927 · 
1928 · 
1929 · 
1930 · 
1931 · 
1932 · 
1933 · 
1934 · 
1935 · 
1936 · 
1937 · 
1938 · 
1939 · 
1940 ·
1941 ·
1942 ·
1943 ·
1944 ·
1945 ·
1946 ·
1947 · 
1948 · 
1949 · 
1950 · 
1951 · 
1952 · 
1953 · 
1954 · 
1955 · 
1956 · 
1957 · 
1958 · 
1959 · 
1960 · 
1961 · 
1962 · 
1963 · 
1964 · 
1965 · 
1966 · 
1967 · 
1968 · 
1969 · 
1970 · 
1971 · 
1972 · 
1973 · 
1974 · 
1975 · 
1976 · 
1977 · 
1978 · 
1979 · 
1980 · 
1981 · 
1982 · 
1983 · 
1984 · 
1985 · 
1986 · 
1987 · 
1988 · 
1989 · 
1990 · 
1991 · 
1992 · 
1993 · 
1994 · 
1995 · 
1996 · 
1997 · 
1998 · 
1999 · 
2000 · 
2001 · 
2002 · 
2003 · 
2004 · 
2005 · 
2006 · 
2007 · 
2008 · 
2009 · 
2010 · 
2011 · 
2012 · 
2013 · 
2014 · 
2015 · 
2016 · 
2017 · 
2018 · 
2019 ·
2020 · 
2021 · 
2022 · 
2023 · 
2024 · 
2025